# J’en suis!
J’en suis! (frz.: Ich bin dabei!) ist eine kanadische Filmkomödie von Regisseur Claude Fournier aus dem Jahr 1997. Roy Dupuis spielte die Hauptrolle eines Mannes, der mit seiner sexuellen Orientierung Schwierigkeiten hat.  

## Handlung
Dominique Samson übt mit seinem Freund und Geschäftspartner Pierre Sanchez griechisch-römisches Wrestling als Hobby aus. Danach treten sie nackt unter die Dusche. 
Dominique ist ein attraktiver von sich überzeugter Architekt in finanziellen Schwierigkeiten. Er nimmt es leicht, als er sein Geschäft schließen muss, doch seine Frau Maude ist besorgt wegen der hohen Schulden. Ansonsten führen sie ein glückliches Familienleben mit zwei Kindern. Dominique besteht darauf, dass Maude wie geplant drei Wochen in den Urlaub nach Mexiko fährt. Die Kinder bleiben inzwischen bei ihrer Großmutter. Dominique versucht vorerst erfolglos gutbezahlte Arbeit zu finden und verkauft eine alte wertvolle Kommode an den Antiquitäten-Händler Étienne De Beauregard, der als homosexuell bekannt ist. Dieser engagiert ihn als Assistenten, weil Dominique ein goldenes Händchen im gewinnbringenden Umgang mit Kunstgegenständen hat und vor allem weil er ihn auch für schwul hält. Sofort unternimmt Étienne erste Annäherungsversuche. Dominique spielt wegen des sehr guten Gehalts mit und trägt rechts einen Ohrstecker, den ihm sein neuer Boss geschenkt hat. Der Auktionator Victor ist der Geliebte Étiennes, doch sie stecken in einer Beziehungskrise und sind beide daran interessiert Dominique in ihr Bett zu bekommen, was z. B. durch ein Loch im Wasserbett fehlschlägt. 
Maude, die Ehefrau von Dominique, kommt gut gelaunt aus dem Urlaub zurück. Sie hat den Psychiater Dr. Lamoureux kennengelernt, der sie heftig umwirbt. Maude wird bald misstrauisch wegen der veränderten Kleidung und den unglaubwürdigen Ausreden ihres Mannes. Sie sucht ärztlichen Rat und klagt der Urlaubsbekanntschaft ihre Eheprobleme. Der Doktor versucht die Situation auszunutzen und bringt seine Patientin dazu, ihren Gatten auszusperren. Alle halten Dominique für schwul, auch seine Mutter. Schließlich ist er ganz durcheinander und sexuell orientierungslos. Bei einem Versöhnungsversuch und romantischen Wochenende mit seiner Frau ist er ungewohnter Weise impotent, was ihn in eine Krise stürzt. Er befürchtet, dass sein Vorgeben schwul zu sein, ihn wirklich dazu gemacht hat. Sein Boss Étienne ist sehr zufrieden mit ihm und macht ihn durch seinen Einfluss zum Präsidenten der Antique Dealers Guild. Er lädt ihn am Wochenende zu sich ein. Dominique hat den Schauspieler Hugo engagiert, der seinen homosexuellen Freund spielen soll. Außer der normalen Gage verrechnet Hugo extra für Nacktszenen. Doch er ist inzwischen anderweitig verpflichtet, und deshalb springt Pierre als angeblich schwuler Freund ein. Dominique zieht im kurzen Schottenrock begehrliche Blicke auf sich. Doch nicht er ist am Lustgestöhne in Pierres Zimmer beteiligt, sondern Pierre und dessen eingeschmuggelte Kurzzeitfreundin. Die vor der Zimmertüre Horchenden spenden fälschlicherweise Dominique Applaus, der in der schwulen Männerwelt endgültig in den Ruf eines Sexgottes kommt. 
Dominique dekoriert mit der attraktiven blonden Innenarchitektin Rose Petipas eine Wohnungseinrichtung. Ihre hervorstechenden weiblichen Attribute beleben sein männliches Verlangen wieder. Bevor sie jedoch zur Tat schreiten können, kommt seine Frau Maude dazwischen, und die beiden versöhnen sich leidenschaftlich in der Wäschekammer eines Hotels. Dafür kommen sich Rose und Pierre näher. Dominique ist von seiner sexuellen Verwirrung endgültig geheilt und kehrt zu seiner Familie zurück. 
Vor einiger Zeit hatte er zufällig in einem Schaufenster eine alte Holzfigur gesehen und insgesamt drei dieser kleinen Statuen um ein paar Dollar gekauft. Die Figuren erweisen sich nach einer Expertenschätzung als sehr wertvoll und sind mindestens 25.000 Jahre alt aus dem Pleistozän. Damit kann Dominique seine Schulden bezahlen. 
Étienne kommt ohne seinen begabten Assistenten nicht aus und behält ihn trotz seiner Heterosexualität. Er wird ein Großvaterersatz für die beiden Kinder. Der Kulturminister jedoch möchte für die Leitung eines Museumsprojekts einen Schwulen. Diese betrachten sich gegenseitig als große Familie und unterstützen sich im Berufsleben. Dominique empfiehlt ihm Pierre, der widerwillig als Objekt der Begierde mitspielt und sich mit Sonnenmilch eincremen lässt.

## Kritiken
- René Homier-Roy meinte auf dem DVD-Cover, der Film sei lustig mit amüsanten Gags („… trés drôle, des gags amusants“).

## Hintergrundinformationen
Der englische Titel lautet Heads or Tails. 
Die Einnahmen betrugen in den USA circa 850.000 US-Dollar und in Kanada etwa 829.369 CAD. 
Der Film wurde im Januar 2007 in Kanada in französischer Sprache mit englischen Untertiteln auf DVD ohne Extras veröffentlicht. 